# Nina Roscher
Nina Matheny Roscher (ur. 8 grudnia 1938 w Uniontown, zm. 19 września 2001 w Waszyngtonie) – amerykańska chemiczka, historyczka i działaczka na rzecz kobiet. Profesor na Wydziale Chemii na Uniwersytecie Amerykańskim w Waszyngtonie. W 1998 roku otrzymała Prezydencką Nagrodę PAESMEM, przyznawaną przez Biały Dom za wybitne osiągnięcia w dziedzinie nauki, matematyki i mentoringu inżynierskiego. 

## Życiorys
W 1960 roku uzyskała dyplom z chemii na Uniwersytecie w Delaware. W 1964 roku uzyskała stopień doktora chemii organicznej. Wykładała na Uniwersytecie Teksańskim w Austin. W 1974 roku dołączyła do wydziału Amerykańskiego Uniwersytetu w Waszyngtonie, gdzie pracowała do 2001 roku. W latach 80. prowadziła badania dla Johnson and Johnson.
Zajmowała się przede wszystkim nauczaniem chemii, prowadzeniem badań nad filtrami przeciwsłonecznymi i mentoringiem absolwentów (z których większość stanowiły kobiety). Poza działalnością naukową pełniła różne funkcje administracyjne, była m.in. przewodniczącą Wydziału Chemii, dziekanem ds. absolwentów i badań, wiceprzewodniczącą ds. usług akademickich oraz dziekanem ds. wydziałów.
Działania na rzecz chemiczek rozpoczęła od założenia kapituły Towarzystwa Honorowego dla Kobiet w Chemii na Uniwersytecie w Purdue. Wraz ze swoją koleżanką z Uniwersytetu Amerykańskiego, matematyczką Mary Gray, pozyskała milionowe dotacje na poprawę zasobów dla kobiet i mniejszości w dziedzinie matematyki i nauk ścisłych, w tym na praktykę w zakresie polityki naukowej. Prowadziła także finansowany przez Amerykańską Fundację Nauki (NSF) program reentrynujący kobiety z dyplomami chemii lub biologii, które wcześniej były zniechęcone do kontynuowania kariery zawodowej w tych dziedzinach. Program ten odniósł ogromny sukces, a jego uczestniczki (z których część nie uczęszczała do szkoły przez ponad dekadę) znalazły dzięki niemu pracę na adekwatnych stanowiskach. Oprócz pracy na Uniwersytecie Amerykańskim, pracowała na pół etatu jako dyrektor programowy ds. edukacji naukowej w NSF. W 1960 roku dołączyła do Amerykańskiego Towarzystwa Chemicznego (ACS).
W 1998 roku otrzymała Prezydencką Nagrodę za Doskonałość w Nauce, Matematyce i Mentoringu Inżynierskim, coroczną nagrodę przyznawaną za wybitne indywidualne wysiłki oraz programy, mające na celu zwiększenie udziału grup niedostatecznie reprezentowanych w matematyce, inżynierii i naukach ścisłych. Była jednym z sześciu chemików którzy w tym roku otrzymali nagrodę w wysokości 10 000$. Wyróżnienie wręczył prezydent Bill Clinton podczas uroczystości w Białym Domu.
Interesowała się historią kobiet zajmujących się chemią. Większość jej obszernych badań z tego zakresu znajduje się w Archiwum Kobiet w na Uniwersytecie Stanowu Iowa. Zajmowała się także teraźniejszością i przyszłością kobiet w dziedzinie chemii, analizując statystyki dotyczące różnic w kształceniu i wynagradzaniu kobiet naukowców.
W 1995 roku napisała książkę pt. "Womens Chemists".

## Nagrody i wyróżnienia
- Nagroda ACS za zachęcanie kobiet do kariery w naukach chemicznych w 1996 roku[7],
- Prezydencka nagroda PAESMEM przyznana przez Biały Dom za Doskonałość w Nauce, Matematyce i Mentoringu Inżynierskim w 1998 roku[5],
- Honorowe członkostwo GWIS (Absolwentki Nauki) od 1986 roku[8],
- Specjalne Wyróżnienie Honorowe dla Nauczycieli Seniorów nadane przez Amerykańskie Stowarzyszenie Kobiet Uniwersyteckich (AAUW) w 1998 roku[2].

## Śmierć
Zmarła na raka piersi 19 września 2001 roku w Szpitalu Uniwersyteckim Georgetown w Waszyngtonie, w wieku 62 lat.